# Shannara
De Shannara-serie is een verzameling van high fantasy-romans geschreven door Terry Brooks. De verhalen spelen zich af in een toekomstige wereld (van na Armageddon) genaamd ‘de Vier Landen’, waar magie de technologie heeft vervangen als belangrijkste krachtbron. De meeste verhalen gaan over de familie Ohmsford, nazaten van de beroemde Jerle Shannara. Daarnaast worden de hoofdrollen in de boeken meestal ingevuld door een lid van de familie Leah, die een lange 'ridder'-geschiedenis hebben en een druïde, die de verhaallijn richting geeft.
Kenmerkend voor de boeken is dat er in de verschillende trilogieën steeds nieuwe hoofdrolspelers geïntroduceerd worden, die in de voorgaande trilogie nog niet voorkwamen. Er zitten ook meerdere (soms honderden) jaren tussen de verschillende trilogieën. Hierdoor behoudt Brooks de ruimte om een nieuwe trilogie toe te voegen aan de reeks, dan wel in te voegen tussen twee reeksen. Voor de lezer is het voordeel dat iedere trilogie afzonderlijk gelezen kan worden, omdat zowel de verhaallijn als de hoofdrolspelers opnieuw worden geïntroduceerd.
In 1977 verscheen de eerste Shannara-roman, als onderdeel van een Shannara-trilogie, die heden ten dage de Shannara, Originele Shannara-trilogie of Het Zwaard van Shannara genoemd wordt. De trilogie werd weldra zeer populair, maar kreeg ook veel kritiek, omdat verhaallijnen en gegevens sterk op Tolkiens In de Ban van de Ring leken.
Vanaf 1990 is Terry Brooks teruggekeerd naar zijn Shannara-verhalen en schreef de vierdelige serie Het erfgoed van Shannara, de proloog De Eerste Koning van Shannara, de trilogieën De Reis van Jerle Shannara en De Hoge Druïde van Shannara. Brooks heeft in de jaren 90 de serie Word/Void geschreven. In eerste instantie als een losse trilogie, die geen relatie met de Shannara-trilogie lijkt te hebben. Met de trilogie Genesis of Shannara worden deze twee verhaallijnen chronologisch aan elkaar gekoppeld.
Na meerdere geruchten en pogingen om de Shannara-boeken te verfilmen is uiteindelijk The Shannara Chronicles ontwikkeld voor MTV. Inmiddels zijn er 2 seizoenen, maar ze zijn gestopt met filmen in verband met de te hoge kosten voor het aantal kijkers. De serie is grotendeels gebaseerd op het boek De Elfenstenen van Shannara.

## De boeken
Onderstaande lijst toont de leesvolgorde voor nieuwe lezers, aanbevolen door Terry Brooks.
Shannara
1. Het Zwaard van Shannara (The Sword of Shannara, 1977)
2. De Elfenstenen van Shannara (The Elfstones of Shannara, 1982)
3. Het Wenslied van Shannara (The Wishsong of Shannara, 1987)

Het Erfgoed van Shannara (The Heritage of Shannara)
1. De Nazaten van Shannara (The Scions of Shannara, 1990)
2. De Druïde van Shannara (The Druid of Shannara, 1991)
3. De Elfenkoningin van Shannara (The Elfqueen of Shannara, 1992)
4. De Wakers van Shannara (The Talismans of Shannara, 1993)

Inleiding op de Shannara-serie
1. De Eerste Koning van Shannara (The First King of Shannara, 1996)

Krachten van het Kwaad (Word/Void)
1. Dansen met de Demon (Running with the Demon, 1997)
2. Ridder van het Woord (A Knight of the Word, 1998)
3. Vuur van de Engelen (Angel Fire East, 1999)

De Reis van de Jerle Shannara (The Voyage of the Jerle Shannara)
1. De Heks van Shannara (Ilse Witch, 2000)
2. De Kolos van Shannara (Antrax, 2001)
3. De Schaduw van Shannara (Morgwar, 2002)

De Hoge Druïde van Shannara (High Druid of Shannara)
1. Jarka Ruus (2003)
2. Tanequil (2004)
3. Straken (2005)

De Geboorte van Shannara (Genesis of Shannara)
1. Kinderen van Armageddon (Armageddon's Children, 2006)
2. De Elfen van Cintra (Elfes of Cintra, 2007)
3. Vluchtelingen van Shannara (The Gypsy Morph, 2008)

De Legendes van Shannara (Legends of Shannara)
1. Dragers van de Zwarte Staf (Bearers of the Black Staff, 2010)
2. De maatstaf van de magie (The Measure of the Magic, 2011)

De donkere erfenis van Shannara (The Dark Legacy of Shannara)
1. De bewakers van Faerie (Wards of Faerie, 2013)
2. Bloodfire Quest (nog niet in het Nederlands verschenen)
3. The Witch Wraith (nog niet in het Nederlands verschenen)

Paladins of Shannara (nog niet in het Nederlands verschenen)
1. Allanon's Quest
2. The Weapons Master's Choice
3. The Black Irix

The Defenders of Shannara (nog niet in het het Nederlands verschenen)
1. The High Druid's Blade
2. The Darkling Child
3. The Sourcerer's Daughter

The Fall of Shannara (nog niet in het Nederlands verschenen)
1. The Black Elfstone
2. The skaar invasion
3. The Stiehl Assassin
4. The last Druid

## Andere werken
- Indomitable (nog niet verschenen in het Nederlands, 2003). Een kortverhaal dat zich afspeelt na Het Wenslied van Shannara.
- De duistere geest van Shannara (The Dark Wraith of Shannara, 2009). Een striproman die zich afspeelt na Indomitable.
- Walker and the Shade of Allanon (2013), kortverhaal.
- Imaginary Friends (1991), kortverhaal.